# Морфоскульптури
Морфоскульптури (рос. морфоскульптуры, англ. morphosculptures, land sculptures; нім. Morphoskulpturen f pl, geomorphologische Skulpturen f pl) — це здебільшого невеликі форми рельєфу, утворенні екзогенними процесами під час взаємодії з іншими чинниками форм рельєфу (морена, пасмо, дюна, балка).